# Nauwigewauk
Nauwigewauk är en ort i Kanada.   Den ligger i provinsen New Brunswick, i den sydöstra delen av landet, 800 km öster om huvudstaden Ottawa. Nauwigewauk ligger 58 meter över havet och antalet invånare är 1 539.
Terrängen runt Nauwigewauk är platt. Närmaste större samhälle är Quispamsis, 6,5 km sydväst om Nauwigewauk.
I omgivningarna runt Nauwigewauk växer i huvudsak blandskog. Runt Nauwigewauk är det ganska glesbefolkat, med 21 invånare per kvadratkilometer.